# Сыромятников, Георгий Саввич
Георгий Саввич Сыромятников (5 мая 1926 — 2 февраля 1991) — литературовед, литературный критик, кандидат филологических наук, член Союза писателей СССР (1976), заслуженный ветеран Сибирского отделения АН СССР.

## Биография
Георгий Саввич Сыромятников родился 5 мая 1926 года в Баягантайском наслеге Томпонского улуса Якутской АССР.
В 1944 году, прервав обучение в Якутском педагогическом институте, добровольцем ушёл на фронт.
С 1946 года в течение 16 лет работал в Якутском книжном издательстве: сначала редактором, затем главным редактором, директором. Был членом редакционно-переводческой комиссии Якутского обкома КПСС.
В 1957 году окончил заочную Высшую партийную школу при ЦК КПСС, в 1961 году — Академию общественных наук при ЦК КПСС, кафедра теории литературы и искусства.
С 1963 года работал в Институте языка, литературы и истории Якутского филиала СО АН СССР, прошёл путь от младшего научного сотрудника до учёного секретаря, заведующего сектором литературы, позднее — заведующего отделом якутской литературы и искусства.
В 1968 году защитил диссертацию на соискание учёной степени кандидата филологических наук по теме «Становление социалистического реализма в якутской прозе». В 1975 г. ему было присвоено звание старшего научного сотрудника по специальности «Литература народов СССР».

## Литературоведческие работы
Г. С. Сыромятников — авторитетный литературовед и критик, написал около ста научных работ, посвящённых актуальным проблемам художественной литературы. Темой его научно-исследовательских трудов являются идейно-эстетические истоки якутской литературы, влияние на неё классической русской литературы и устного народного творчества. Учёным внесён большой вклад в разработку вопросов истории якутской литературы, особую ценность имеют его работы по оценке творчества дореволюционных писателей Якутии.

##### Монографии
- «Становление социалистического реализма в якутской прозе» (Якутск, 1967)
- «К некоторым вопросам якутской литературной критики» (Якутск, 1969)
- «Возвышенность дум и чувств» (Якутск, 1982)
- «Идейно-эстетические истоки якутской литературы» (Якутск, 1973)
- «Литературно-художественная критика в Якутии (1939—1975 гг.): Историко-литературный очерк» (Якутск, 1990)

##### Книги
- Сыромятников Г. С. Өй-сүрэх үрдүккэ дьулуһуута (Возвышенность мысли и чувства): (Статьи) (якут.). — Якутск: Кн. изд-во, 1982. — 135 с.
- Сыромятников Г. С. Литературно-художественная критика в Якутии (1939—1975 гг.): Ист.-лит. очерк. — Якутск: Кн. изд-во, 1990. — 357 с.

##### Статьи
- Становление и развитие якутского литературоведения (Сб.: Проблемы современной тюркологии. — Алма-Ата, 1980)
- К изучению истории якутской критики (1920—1960) (Сб.: Вопросы филологии. — Якутск, 1970)
- Отобразить современность. — Журнал «Полярная звезда» — 1973 — № 4